# Keilalahti
Keilalahti est une baie du golfe de Finlande parcourue par la frontière maritime qui sépare les deux villes finlandaises les plus peuplées, c'est-à-dire la capitale Helsinki et sa voisine occidentale, Espoo.

## Géographie
Keilalahti est située dans l'Uusimaa et donc dans la province de Finlande méridionale. Elle s'inscrit entre le sud-est de la commune d'Espoo et les côtes de deux îles du sud-ouest de la municipalité d'Helsinki qui appartiennent à l'archipel du même nom : Lehtisaari au nord-est et Lauttasaari au sud-est.
L'est de la baie correspond précisément à une partie de la façade maritime du super-district appelé Suur-Tapiola, une subdivision de la deuxième commune la plus peuplée de Finlande. Elle coïncide en effet avec la moitié sud de la seule côte du district que l'on appelle Otaniemi et à une petite partie du rivage oriental de son voisin méridional, Westend. Or, ces deux districts relèvent tous deux de Suur-Tapiola. C'est là, d'ailleurs, que se trouve Keilaniemi, un quartier moderne dont le nom a la même origine que celui de Keilalahti.
La baie abrite la marina de Keilalahti.

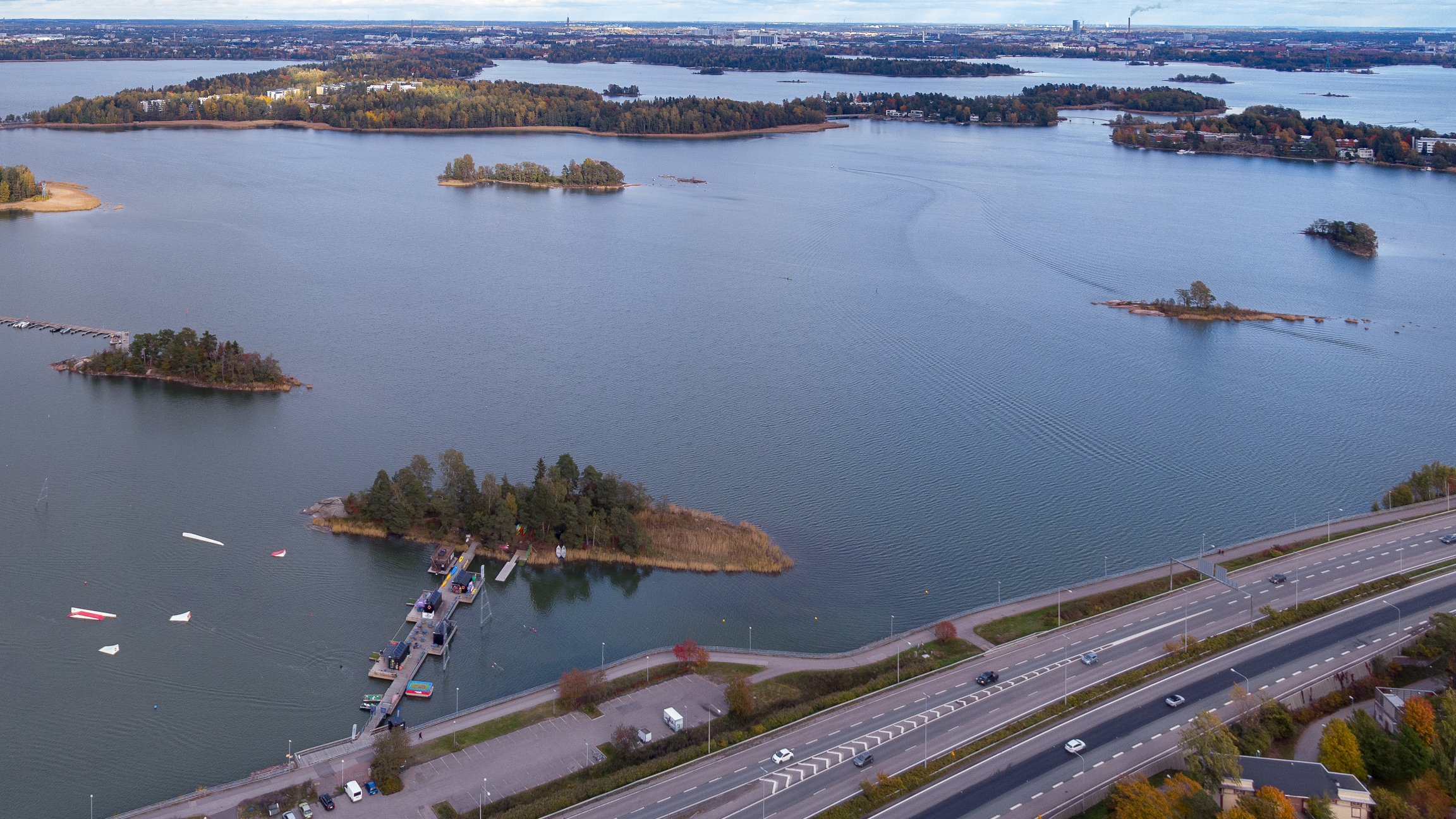
Îles de Keilalahti et la Länsiväylä.